# Santa Úrsula
Santa Úrsula je jednou z 31 obcí na španělském ostrově Tenerife. Nachází se na severním pobřeží ostrova, sousedí s municipalitami La Victoria de Acentejo, Arafo a La Orotava. Její rozloha je 22,59 km², v roce 2019 měla obec 14 679 obyvatel. Je součástí comarcy Acentejo.